# Harm Osmers
Harm Osmers (Brema, 28 gennaio 1985) è un arbitro di calcio tedesco.
È arbitro dell'SV Baden della federazione calcistica della Bassa Sassonia. È un arbitro FIFA ed è classificato come arbitro di prima categoria UEFA.

## Carriera arbitrale
Osmers ha iniziato come arbitro nel club della sua città natale, l'SV Baden, e nel 2001 è diventato arbitro delle giovanili B. Nel 2009 è diventato arbitro della DFB ed è stato nominato Arbitro della 2. Bundesliga nel 2011. Dal 2011 ricopre anche il ruolo di assistente arbitro e quarto uomo in Bundesliga. Il 15 luglio 2015 ha esordito in nazionale come assistente di Daniel Siebert per la partita di qualificazione alla Champions League tra Celtic e Stjarnan. Nell'estate del 2016, Osmers è stato uno dei quattro arbitri promossi ad arbitrare in Bundesliga.

## Vita privata
Osmers lavora come controllore degli investimenti ad Hannover.